# Maria R. Pop
Maria R. Pop (n. 1888, Cluj, Regatul Ungariei – d. secolul al XX-lea) a fost un deputat la Marea Adunare Națională de la Alba Iulia delegată din partea Reuniunii „Sfânta Maria” din Cluj.

## Activitate politică
Maria R. Pop a participat drept delegat al Reuniunii „Sfânta Maria” din Cluj la Marea Adunare Națională de la Alba Iulia.